# Cícero Lucena
Cícero Lucena Filho GOMM (São José de Piranhas, 5 de agosto de 1957) é um político brasileiro filiado ao Progressistas (PP). É o atual prefeito de João Pessoa em seu terceiro mandato. Pela Paraíba, foi governador e senador.

## Carreira política
Empresário da construção civil, foi presidente do Sinduscon de João Pessoa. Sobrinho do político paraibano Humberto Lucena, iniciou sua carreira política em 1990 quando foi escolhido para concorrer como vice-governador do PMDB na chapa encabeçada por Ronaldo Cunha Lima. A chapa venceu a eleição no segundo turno. Em 1994, com o afastamento de Cunha Lima para candidatar-se ao Senado, Cícero Lucena assume o governo do estado para o restante do mandato. Com 37 anos de idade, tornou-se o governador mais jovem a assumir o governo da Paraíba.
Ainda em 1994, Lucena foi admitido pelo presidente Itamar Franco à Ordem do Mérito Militar no grau de Grande-Oficial especial.
Em 1995 chefiou a Secretaria Especial de Políticas Regionais, então órgão do Ministério do Planejamento. Em 1996, disputou a prefeitura de João Pessoa, logrando êxito no segundo turno. Reelegeu-se em 2000, já no primeiro turno, com 74% dos votos válidos.
Em 2001 acompanhou Ronaldo Cunha Lima, que desfiliara-se do PMDB, e ingressaram no PSDB. Na campanha eleitoral de 2002, sua esposa Lauremília Lucena concorreu a vice-governadora na chapa liderada por Cássio Cunha Lima, que obteve a vitória no segundo turno sobre Roberto Paulino, do PMDB.
Enquanto ocupava o cargo de secretário estadual de Planejamento da Paraíba, foi preso em 21 de julho de 2005 pela Polícia Federal, acusado de chefiar uma quadrilha que foi desmascarada pela Operação Confraria.
Em 2006, foi eleito senador com 803 600 votos (48,25% dos votos válidos), derrotando seu maior rival, o então senador e candidato à reeleição Ney Suassuna.
Em 2012, Cícero foi indicado pelo PSDB como candidato a prefeito de João Pessoa para a eleição municipal deste ano, onde conseguiu chegar ao 2° turno do pleito como o segundo candidato mais votado no 1° turno com 75 170 votos (20,27% dos votos válidos).  No 2° turno, foi derrotado nas urnas pelo candidato Luciano Cartaxo do PT que obteve 246 581 votos (68,13% dos votos válidos) contra seus 115 369 votos (31,87% dos votos válidos).
Em 2020, foi novamente eleito prefeito de João Pessoa, obtendo 53,16% dos votos e vencendo o candidato Nilvan Fereira (MDB) no segundo turno.
Em 2024, Cícero foi reeleito prefeito de João Pessoa em segundo turno com 258.727 votos (63.91% dos votos válidos), vencendo o ex-Ministro da Saúde do Governo Bolsonaro, Marcelo Queiroga, que obteve 146.129 votos (36.09% dos votos válidos). No primeiro turno, Cícero, obteve 205.122 votos (49.16% dos votos válidos), contra 90.840 votos (21.77% dos votos válidos) de Queiroga, que ficou em segundo lugar. 

## Parentesco
Cícero Lucena é esposo de Maria Lauremília Lucena, ex vice-governadora da Paraíba durante o primeiro governo de Cássio Cunha Lima, também é pai do deputado federal pela Paraíba, Mersinho Lucena, é sobrinho do ex senador e ex deputado federal e estadual pela Paraíba Humberto Lucena, além de ser também parente distante do ex governador da Paraíba Sólon de Lucena e de Henrique Pereira de Lucena, o barão de Lucena.

## Operação Confraria
Em julho de 2005, Lucena teve a prisão decretada e foi detido pela Operação Confraria da Polícia Federal, acusado de chefiar um grupo com outras sete pessoas que participaram de um esquema de licitações irregulares e desvio de verbas em obras. Os indiciados foram soltos, mas estão à disposição da justiça e da PF. Em 12 de novembro de 2019, Cícero Lucena foi inocentado pelo TRF da 5ª Região.
Em 9 de setembro de 2020, o TRF5 suspendeu decisões do TCU e tornou Cícero Lucena elegível. O ex-prefeito da capital foi absolvido sob o fundamento de não ter sido demonstrada a intenção de causar dano ao erário ou beneficiar empresas contratadas, segundo o TRF5. O trânsito em julgado aconteceu em setembro de 2019.

## Desempenho eleitoral
| Ano  | Eleição                  | Partido | Cargo                                              | Votos   | %                 | Resultado  |
| ---- | ------------------------ | ------- | -------------------------------------------------- | ------- | ----------------- | ---------- |
| 1990 | Estaduais na Paraíba     | PMDB    | Vice-governador Titular: Ronaldo Cunha Lima (PMDB) | 462.562 | 40,22% (1º Turno) | Eleito     |
| 1990 | Estaduais na Paraíba     | PMDB    | Vice-governador Titular: Ronaldo Cunha Lima (PMDB) | 704.375 | 55,19% (2º Turno) |            |
| 1996 | Municipal de João Pessoa | PMDB    | Prefeito                                           | 89.457  | 42,64% (1º Turno) | Eleito     |
| 1996 | Municipal de João Pessoa | PMDB    | Prefeito                                           | 115.937 | 55,36% (2º Turno) |            |
| 2000 | Municipal de João Pessoa | PMDB    | Prefeito                                           | 193.156 | 74,02%            | Eleito     |
| 2006 | Estaduais na Paraíba     | PSDB    | Senador                                            | 803.600 | 48,25%            | Eleito     |
| 2012 | Municipal de João Pessoa | PSDB    | Prefeito                                           | 75.170  | 20,27% (1º Turno) | Não eleito |
| 2012 | Municipal de João Pessoa | PSDB    | Prefeito                                           | 115.369 | 31,87% (2º Turno) |            |
| 2020 | Municipal de João Pessoa | PP      | Prefeito                                           | 75.610  | 20,72% (1º Turno) | Eleito     |
| 2020 | Municipal de João Pessoa | PP      | Prefeito                                           | 185.055 | 53,16% (2º Turno) |            |
| 2024 | Municipal de João Pessoa | PP      | Prefeito                                           | 205.122 | 49,16% (1º Turno) | Eleito     |
| 2024 | Municipal de João Pessoa | PP      | Prefeito                                           | 258.727 | 63,91% (2º Turno) |            |